# Rezerwat przyrody Noskowo
Rezerwat przyrody Noskowo – leśny rezerwat przyrody utworzony w 1977 r. na terenie gminy Naruszewo. Zajmuje powierzchnię 75,79 ha.
Celem ochrony jest zachowanie lasu liściastego o charakterze łęgu i grądu pochodzenia naturalnego z licznymi drzewami pomnikowymi.